# Подхибе (Олькуський повіт)
Подхибе (пол. Podchybie) — село в Польщі, у гміні Тшицьонж Олькуського повіту Малопольського воєводства.
Населення — 188 осіб (2011).
У 1975-1998 роках село належало до Краківського воєводства.

## Демографія
Демографічна структура станом на 31 березня 2011 року:
|          | Загалом | Допрацездатний вік | Працездатний вік | Постпрацездатний вік |
| -------- | ------- | ------------------ | ---------------- | -------------------- |
| Чоловіки | 102     | 19                 | 63               | 20                   |
| Жінки    | 86      | 9                  | 52               | 25                   |
| Разом    | 188     | 28                 | 115              | 45                   |